# Еенекоскі
Еенекоскі (фін. Äänekoski) — місто в Середній Фінляндії на березі озера Кейтеле.

## Географія
Межує з містами Каннонкоскі, Конневесі, Лаукаа, Сааріярві, Уурайнен, Весанто, Війтасаарі. Населення 20 282 (2014), площа 1,138.38 км² . 253,84 км² водяного дзеркала. В Еенекоскі 170 озер. Найбільші озера Кейтеле, Кухнамо та Ніінівесі. Щільність населення 22,93 на км².

## Міста побратими
- Ерншельдсвік, Швеція
- Бранде, Данія
- Сігдал, Норвегія
- Алушта, Україна
- Сестрорецьк, Росія